# Tomb Raider (serie)
- Logo europeo della serie originale dal 1997 al 2001;[1]
- Logo int.le delle serie originale e LAU dal 2002 al 2007;[2]
- Logo int.le della serie LAU dal 2008 al 2012;[3]
- Logo int.le della serie Survivor dal 2013 al 2018.

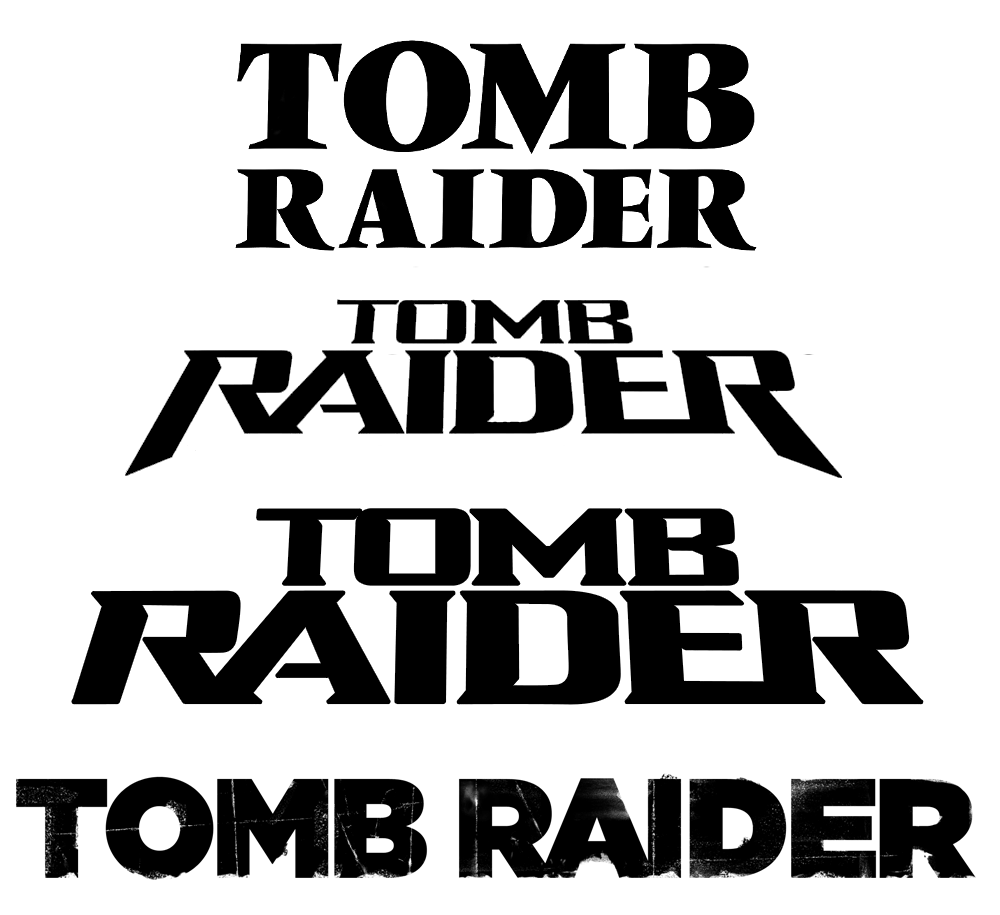
Sagome di vari loghi usati per le serie di videogiochi e altri elementi del franchise di Tomb Raider nel corso degli anni. Dall'alto al basso:
- Logo europeo della serie originale dal 1997 al 2001;
- Logo int.le delle serie originale e LAU dal 2002 al 2007;
- Logo int.le della serie LAU dal 2008 al 2012;
- Logo int.le della serie Survivor dal 2013 al 2018.

Tomb Raider è una serie di videogiochi di genere avventura dinamica, pubblicati a partire dal 1996 fino al 2009 da Eidos Interactive, dal 2009 al 2022 da Square Enix, e dal 2022 da Embracer Group, e sviluppati inizialmente da Core Design (1996-2003) e successivamente da Crystal Dynamics. Il titolo significa "predatore/razziatore di tombe" in inglese, e la protagonista è Lara Croft, nobile inglese, archeologa e avventuriera, in cerca di antichi manufatti dotati di caratteristiche straordinarie o sovrannaturali. I primi titoli prodotti da Core Design hanno segnato la storia dei videogiochi, diventando una pietra miliare del genere avventura dinamica in terza persona e in tre dimensioni. Il media franchise di Tomb Raider e della protagonista si sono poi espansi in altri ambiti, tra cui cinema, televisione, libri e fumetti.
I videogiochi di Tomb Raider sono suddivisi in tre serie principali: la serie originale o classica iniziata nel 1996 e terminata nel 2003, è un'esalogia di sei titoli (Tomb Raider, II, III, IV, V, VI) sviluppati da Core Design per Eidos; la seconda serie è una trilogia retcon iniziata nel 2006 e terminata nel 2008, detta trilogia LAU (dai titoli degli episodi: Legend, Anniversary, Underworld), sviluppata da Crystal Dynamics per Eidos; la terza serie è una trilogia reboot iniziata nel 2013 e terminata nel 2018, detta trilogia Survivor (costituita da: Tomb Raider, Rise, Shadow), sviluppata da Crystal Dynamics per Square Enix. Oltre alle tre serie principali, il franchise comprende anche alcuni spin-off.
Nelle edizioni italiane dei giochi, Elda Olivieri ha doppiato Lara Croft dal 1997 al 2008 nella serie originale e nella trilogia retcon, nonché negli spin-off intitolati Lara Croft fino al 2014. Il primo Tomb Raider non è mai stato né localizzato né doppiato in italiano. Nella trilogia reboot, dal 2013 al 2018, la voce di Lara è prestata da Benedetta Ponticelli.

## Storia

### Il primoTomb Raiderdi Core Design, 1996

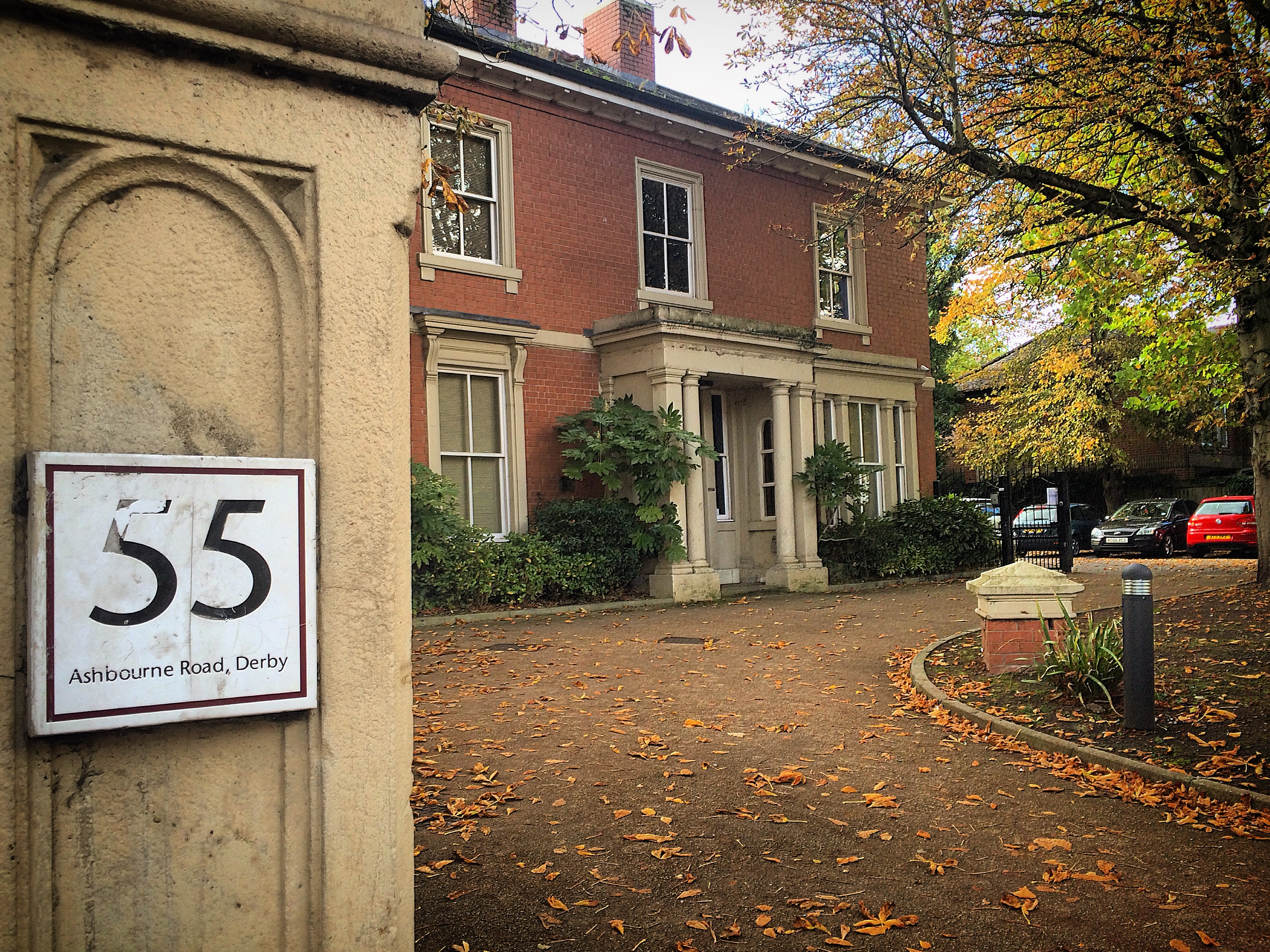
55 Ashbourne Road a Derby, in Inghilterra. Sede di Core Design negli anni 1990, dove Tomb Raider e Lara Croft furono creati.

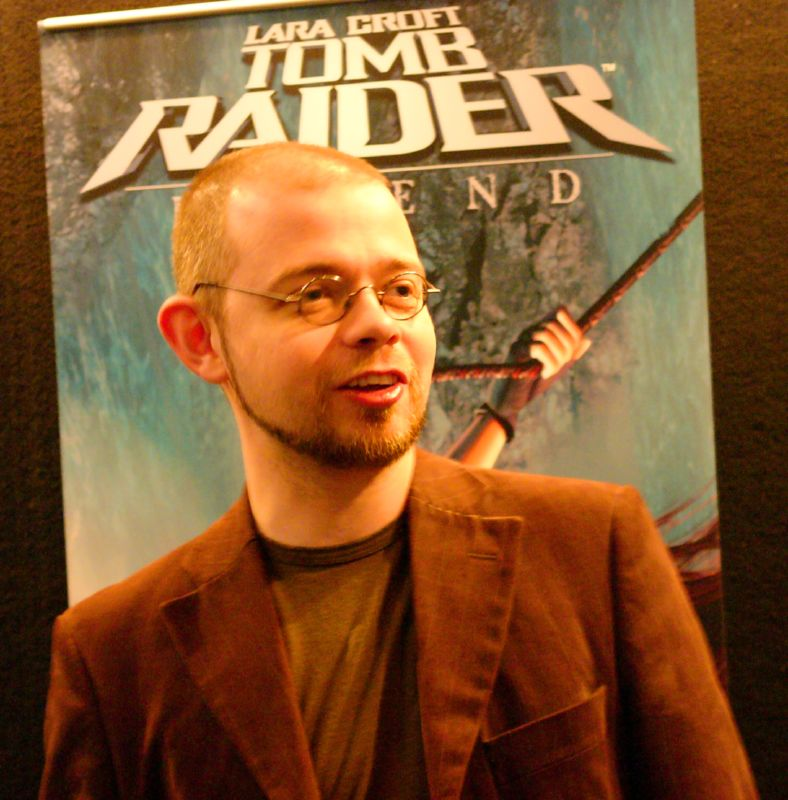
Toby Gard, principale ideatore di Tomb Raider e disegnatore della Lara Croft della prima serie classica (1996-2003) e della trilogia LAU (2006-2009).

Il primo Tomb Raider del 1996 fu inizialmente realizzato per PlayStation, Sega Saturn e MS-DOS dalla casa di sviluppo inglese Core Design, con sede a Derby, e pubblicato da Eidos Interactive, anch'essa inglese. Fu uno dei primi titoli che garantirono il monopolio del mercato dei videogiochi da parte della console PlayStation durante gli anni Novanta. Il giocatore, con la telecamera posta in terza persona dietro la protagonista Lara Croft, ne guida i movimenti all'interno di vasti scenari tridimensionali da esplorare, e deve affrontare numerosi nemici, tra cui animali feroci ed esseri umani, mitologici, e creature fantastiche, nonché risolvere enigmi per proseguire nei livelli di gioco, trovando chiavi o interagendo con leve e interruttori per aprire porte o attivare meccaniche cruciali per aprire percorsi. Il videogioco ha una forte impostazione derivatagli dai classici di genere platform che lo precedettero, quali ad esempio i primissimi Prince of Persia, combinata con l'azione frenetica del genere sparatutto.
La prima spinta allo sviluppo di Tomb Raider arrivò nel 1994 dal co-fondatore di Core Design Jeremy Heath-Smith, dopo che costui partecipò a un incontro esclusivo organizzato da Sony, destinato all'élite dell'allora industria dei videogiochi, con Ken Kutaragi, durante il quale quest'ultimo presentò in anteprima la sua recente creazione, la PlayStation. Heath-Smith diede così via libera all'allora ventiduenne Toby Gard, assunto proprio quell'anno come game designer, che propose di sviluppare un videogioco d'avventura tridimensionale con protagonista femminile che sfruttasse le nuove tecnologie fornite dalla nuova console. Insieme al programmatore Paul Douglas, Gard realizzò così un primo prototipo di livello, una spoglia caverna nella quale la protagonista affrontava un T. rex, che impressionò positivamente Heath-Smith. La componente visiva del nuovo videogioco ebbe un impatto fondamentale, soprattutto per quanto riguarda le animazioni, superando i livelli di fluidità di Super Mario 64 e risultando qualcosa di rivoluzionario, mai visto prima di allora; mentre infatti Super Mario 64 fu il primo videogioco in assoluto a proporre una grafica in tre dimensioni, Tomb Raider fu il primo videogioco in assoluto a rendere nella tridimensionalità il genere dell'azione-avventura.
Il team di sviluppo per il nuovo videogioco venne assemblato a inizio 1995, e fu inizialmente costituito da sole sei persone; accanto al ruolo centrale di Gard e a Douglas, altre figure chiave che permisero a Tomb Raider di divenire una pietra miliare furono Gavin Rummery, che realizzò l'editor di livelli usato nello sviluppo, la level designer Heather Gibson, il disegnatore del menu tridimensionale degli oggetti di gioco Jason Gosling, e Neal Boyd, ideatore della maggior parte delle trappole mortali presenti nei livelli. A costoro si aggiunsero in seguito Vicky Arnold, scrittrice della sceneggiatura quando il lavoro sui livelli era già in fase avanzata, e Nathan McCree, compositore della colonna sonora.
Gard viene riconosciuto come la principale mente ideatrice dietro alla nascita del gioco e della sua protagonista Lara Croft. Gard volle un'innovativa protagonista femminile forte e indipendente quanto bella, senza cadere però dallo stereotipo rappresentato dalla donna fascinosa quale mero feticcio sessuale; una "Indiana Jones al femminile". Il risultato finale fu un compromesso tra le idee di Gard e quelle del resto della squadra di sviluppo, più propensa a dare alla protagonista una caratterizzazione erotica, e andò a costituire quella che sarebbe diventata una pietra miliare nella storia della rappresentazione di genere nei videogiochi; una mistura tra la femme fatale dell'immaginario maschile ― il gioco era pensato per un pubblico prevalentemente maschile ― e la donna indipendente dell'immaginario femminile e femminista, ma allo stesso tempo equidistante da entrambe. L'identità della protagonista come "Lara Croft" trovò comunque un'impostazione definitiva solo nel 1996, quando la struttura del videogioco era ormai creata. L'idea originale prevedeva infatti che la protagonista fosse "Laura Cruz", un'archeologa-avventuriera sudamericana, ma il team di sviluppo cambiò direzione su consiglio del direttore creativo di Core Design, Guy Miller, che citando Mark Twain suggerì write about what you know, "scrivete riguardo a ciò che conoscete"; fu così che la protagonista divenne Lara Croft, archeologa-avventuriera inglese dal carattere glaciale e dallo humour britannico, nata il 14 febbraio 1968, ispirata agli scritti di Arthur Conan Doyle e al personaggio di Allan Quatermain, ma anche a Tank Girl. Mentre il nome "Lara" fu scelto per agevolare una pronuncia identica in tutte le varianti dell'inglese, il cognome fu scelto da un elenco telefonico locale, passando prima per "Cross" (traduzione di "Cruz"), poi per "Cruise", per optare infine per "Croft".
Inizialmente né Core Design né l'editore Eidos Interactive immaginavano il grande successo che il videogioco avrebbe riscontrato. Lara Croft fu presentata la prima volta all'Electronic Entertainment Expo del 1996, co-sponsorizzata da una nuova scheda grafica Nvidia. Consapevole del potenziale carismatico del personaggio, al successivo European Computer Trade Show Eidos incentrò tutta la campagna di marketing per Tomb Raider proprio sulla figura della protagonista, iniziando a ingaggiare anche delle modelle per rappresentarla. Il gioco era solido e promettente di per sé, ma Lara era il vero cavallo di battaglia, tanto che la copertina della confezione recitava featuring Lara Croft, "[con protagonista] caratterizzante Lara Croft", come se fosse già un personaggio famoso. Il successo del gioco fu grandioso; il primo Tomb Raider, contando tutte le sue varie incarnazioni, vendette in poco tempo 7,5 milioni di copie, e fu preso a modello dagli sviluppatori di altri videogiochi del genere azione-avventura. Tra i suoi principali meriti, oltre alla popolarità rapidamente conquistata dalla protagonista, la quale fece apparizioni un po' ovunque tra copertine di riviste e concerti degli U2, furono la possibilità offerta per la prima volta di giocare un'avventura adulta e di stile cinematografico in diversi scenari tridimensionali, includenti persino sezioni sott'acqua, la grafica innovativa e fluida, e l'eccellente level design.

### Tomb Raider II,III,IV,V, eVIdi Core Design, 1997-2003
In ogni successivo titolo di Tomb Raider realizzato da Core Design, per quanto la formula di gioco rimase di base le stessa del primo titolo, furono introdotte innovazioni quali illuminazioni dinamiche e scenari più ampli, veicoli guidabili, e Lara Croft venne dotata di nuove mosse e nuove armi, oltre che un modello in-game più dettagliato progettato dapprima da Stuart Atkinson. Alcune delle nuove mosse furono introdotte per muoversi in modo più realistico negli scenari, come ad esempio arrampicarsi su scale a pioli o pareti rocciose, strisciare in cunicoli, o balzare da una superficie all'altra mediante l'uso di funi. Toby Gard lasciò Core Design già dopo il primo titolo, insoddisfatto poiché l'editore Eidos Interactive non gli concesse il pieno controllo creativo sul gioco successivo; a subentrargli per Tomb Raider II fu Gavin Rummery.
Dopo il primo titolo, altri quattro episodi principali della serie furono prodotti e pubblicati a cadenza annuale fino al 2000. A Tomb Raider II, pubblicato nel 1997, seguirono Tomb Raider III nel 1998, Tomb Raider: The Last Revelation (o Tomb Raider IV) nel 1999, e Tomb Raider: Chronicles (o Tomb Raider V) nel 2000. Se Tomb Raider II eguagliò l'enorme successo del predecessore, e Tomb Raider III fece buone vendite nonostante la critica iniziasse a evidenziare una certa ripetitività nella serie, con The Last Revelation si ebbe un lieve declino delle vendite, che fu poi più drastico con il successivo Chronicles. Sull'onda del successo dei primi tre episodi, vennero pubblicati per ciascuno di essi delle espansioni dette Gold, contenenti livelli aggiuntivi, rispettivamente Unfinished Business (1998) per Tomb Raider, Golden Mask (1999) per Tomb Raider II, e The Lost Artifact (2000) per Tomb Raider III.
Nei primi anni 2000, Core Design cercò di proiettare la serie nella nuova generazione di videogiochi inaugurata dal lancio della PlayStation 2 attraverso un titolo che prometteva grandi innovazioni nella formula di gioco, Tomb Raider: The Angel of Darkness (o Tomb Raider VI). Tuttavia, lo sviluppo del nuovo videogioco fu lento e travagliato a causa di disaccordi interni relativi alla direzione artistica e narrativa da prendere, e la sua pubblicazione rinviata più volte, finché Eidos Interactive insistette perché venisse rilasciato nel 2003 nonostante il prodotto non fosse ancora completo; il risultato fu la pubblicazione di un titolo privo di varie parti mai completate, e la cui giocabilità era gravata da numerosi difetti tecnici, anche questi imputabili all'incompletezza del prodotto. Fu un insuccesso clamoroso, in seguito al quale Eidos tolse a Core Design i diritti di sviluppo sulla serie.
Sull'onda dei videogiochi, sempre nei primi anni 2000 uscirono sul grande schermo due film con Angelina Jolie nei panni di Lara Croft: Lara Croft: Tomb Raider nel 2001, che rappresentò in generale il primo film tratto da un videogioco ad avere buon successo, con una Jolie che seppe interpretare bene una Lara molto simile a quella dei videogiochi pubblicati fino a quel momento; cui seguì Lara Croft: Tomb Raider - La culla della vita nel 2003, che, stroncato da critica e pubblico, incassò molto meno del predecessore coprendo a malapena i costi di produzione. L'insuccesso del secondo film fu imputato a The Angel of Darkness, pubblicato lo stesso anno.

### Le trilogieLAUeSurvivordi Crystal Dynamics, 2006-2018

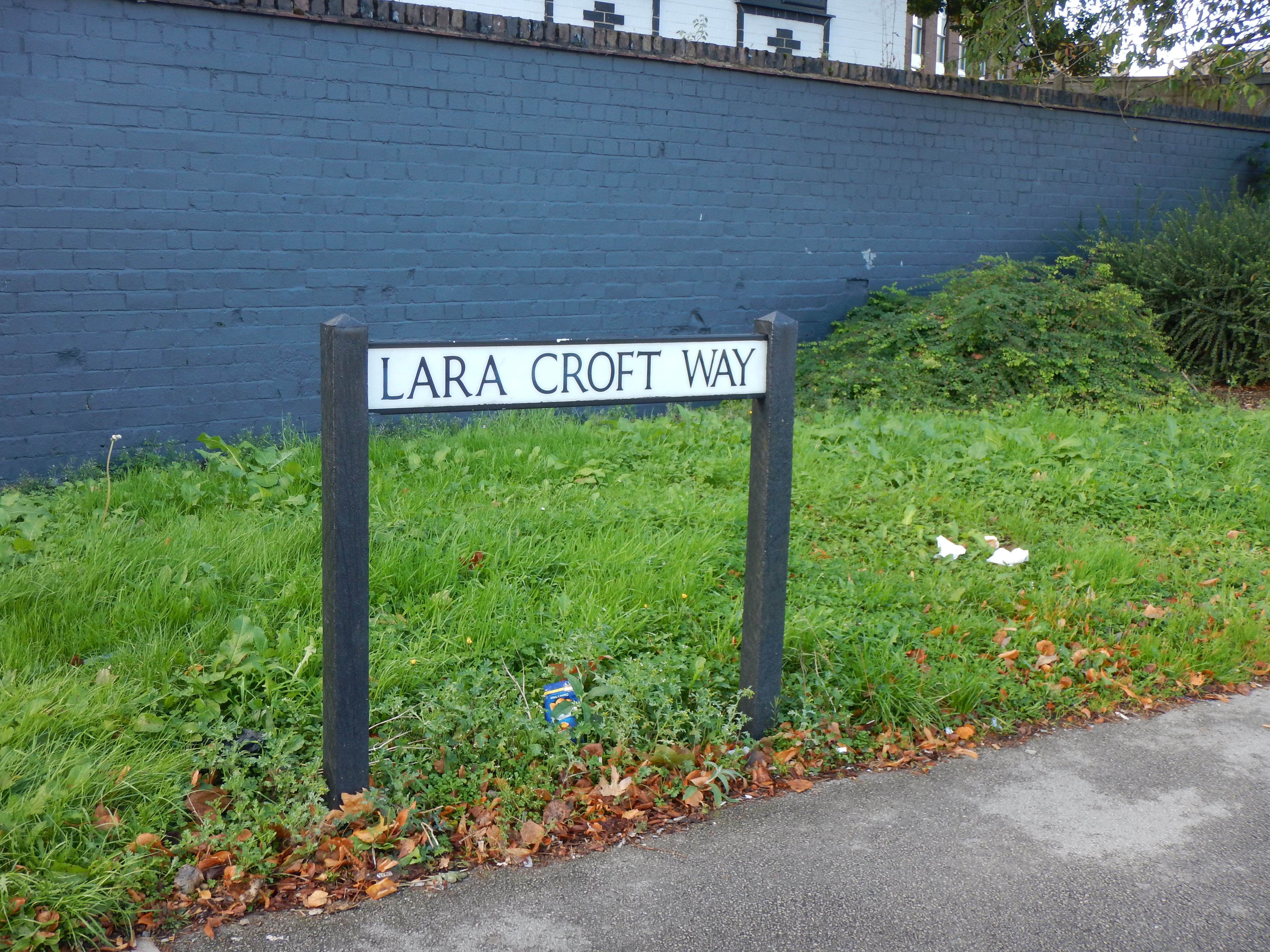
Nel 2006, durante la fase di passaggio del marchio Tomb Raider dalle mani di Core Design a quelle di Crystal Dynamics, a Lara Croft fu intitolata una strada a Derby, la Lara Croft Way.

Dopo l'insuccesso di The Angel of Darkness, Eidos Interactive tolse i diritti di sviluppo sul marchio Tomb Raider a Core Design, e li trasmise alla casa di sviluppo californiana Crystal Dynamics, anch'essa sua sussidiaria. Con Tomb Raider: Legend del 2006, Crystal Dynamics diede avvio a una nuova trilogia di retroactive continuity (retcon), detta LAU dalle iniziali dei videogiochi che la costituiscono, sviluppati con il ritorno di Toby Gard come designer capo. Al primo titolo seguirono infatti Tomb Raider: Anniversary nel 2007, consistente in una riscrittura del primo Tomb Raider di Core Design adattato come prequel di Legend, e Tomb Raider: Underworld, sequel di Legend, nel 2008. Una delle caratteristiche distintive della formula di gioco di Legend e Anniversary fu l'introduzione dei quick time events, che misero in pratica l'idea che Gard ebbe ― già da quando era membro di Core Design, ma mai realizzata allora per limiti tecnici ― di sviluppare frammezzi di "film interattivo", mentre Lara Croft fu parzialmente ridisegnata e riscritta nella biografia, con la data di nascita ricollocata nel 1974, pur mantenendo le caratteristiche generali della Lara di Core Design.
Nel 2009, Eidos Interactive venne acquisita dalla giapponese Square Enix, e sotto il nuovo editore Crystal Dynamics operò un ulteriore riavvio del marchio, con una nuova trilogia inaugurata da Tomb Raider nel 2013, e proseguita con Rise of the Tomb Raider del 2015 e Shadow of the Tomb Raider del 2018. Questa nuova serie di videogiochi, detta trilogia Survivor, rappresentò un reboot completo, con poche similarità e nessuna connessione di trama con le serie precedenti; financo la stessa Lara Croft, è in Survivor un personaggio completamente nuovo, riscritta e ridisegnata da Rhianna Pratchett come giovane nata nel 1992, insicura e preda degli eventi, in modo da risultare molto distante dalla Lara degli anni 1990 e 2000. Per la formula di gioco, molto diversa rispetto a quella delle serie precedenti e persino distante dall'idea che il marchio Tomb Raider stesso esprime, gli sviluppatori attinsero da altri videogiochi molto popolari tra la fine degli anni 2000 e l'inizio degli anni 2010, in particolare Uncharted e Assassin's Creed. La Lara Croft di Survivor, del tutto priva delle caratteristiche dell'idealizzata eroina d'azione, invincibile e insensibile alle emozioni, delle serie precedenti, era invece una ragazzina comune completamente umana, che piange, urla, e soffre; questa nuova caratterizzazione fu oggetto di critiche per aver rotto l'equilibrio di elementi sia maschili che femminili che aveva reso così celebre la Lara delle serie precedenti. Il videogioco Tomb Raider del 2013 fu da subito controverso anche in quanto venne pubblicizzato tramite una scena di gioco nella quale la protagonista è oggetto di un presunto, nemmeno esplicito, tentativo di stupro, che fu oggetto di discussione per riviste, telegionali, e circoli femministi.
Alla trilogia Survivor è associato il film Tomb Raider del 2018, con Alicia Vikander come nuova attrice protagonista; il film non ebbe il successo previsto, a causa di scelte narrative e caratterizzazione della protagonista non pienamente riuscite. Sotto Square Enix, Crystal Dynamics produsse anche una serie spin-off intitolata Lara Croft, destinata al solo mercato digitale e caratterizzata da una grafica a visuale isometrica, incarnata dai titoli Lara Croft and the Guardian of Light nel 2010, seguito da Lara Croft and the Temple of Osiris nel 2014.

### Tomb Raider I-III Remastered(2024) e il futuro
Nel 2022, Square Enix cedette Crystal Dynamics, e il marchio Tomb Raider, allo svedese Embracer Group. Durante lo stesso anno, Crystal Dynamics annunciò lo sviluppo di un nuovo titolo con il motore grafico Unreal Engine 5.
Nel febbraio 2024, i primi tre titoli di Core Design con integrate le rispettive espansioni ― Tomb Raider con Unfinished Business, Tomb Raider II con Golden Mask, e Tomb Raider III con The Lost Artifact ― vennero ripubblicati da Aspyr Media per Embracer Group con grafica e altri aspetti tecnici migliorati o rinnovati dalla casa di sviluppo americano-russa Saber Interactive in collaborazione con Crystal Dynamics, nella raccolta Tomb Raider I–III Remastered, risultata un successo di vendite. Tuttavia, Crystal Dynamics è stata oggetto di critiche per aver inserito, nei titoli di testa, una schermata di avviso relativa ad alcuni contenuti dei tre giochi giudicati non in linea con la correttezza politica vigente, e di accusa nei confronti di Core Design che produsse tali contenuti; l'avviso è stato ritenuto inappropriato, diffamatorio e irrispettoso nei confronti sia dei giocatori che dei creatori originali. Nell'aprile 2024, un aggiornamento della raccolta rimosse alcuni poster di Lara Croft in pose suggestive e seducenti presenti in un livello del terzo gioco, causando ulteriori reazioni negative e accuse di censura nei confronti di Crystal Dynamics; Aspyr Media si è in seguito giustificata sostenendo si fosse trattato di un errore tecnico, e assicurando il re-inserimento dei poster con l'aggiornamento successivo.

## Prima serie: esalogia classica
La prima serie del marchio Tomb Raider, detta serie classica, fu sviluppata da Core Design e pubblicata da Eidos Interactive tra il 1996 e il 2003. È un'esalogia; si compone di sei titoli, dei quali i primi tre — Tomb Raider, Tomb Raider II e Tomb Raider III — sono caratterizzati da trame autonome, che si concludono in sé stesse, mentre i successivi tre — The Last Revelation, Chronicles e The Angel of Darkness — costituiscono per certi versi una trilogia concatenata contenuta nell'esalogia, in quanto le vicende che si svolgono nel primo dei tre (The Last Revelation), sono alla base degli eventi narrati nei successivi due (Chronicles e The Angel of Darkness), e tutti e tre i titoli coinvolgono il rapporto della protagonista Lara Croft (nata nel 1968) con il suo mentore, l'archeologo austriaco Werner Von Croy. La voce di Lara Croft nei doppiaggi delle localizzazioni italiane dei titoli a partire dal secondo (il primo non venne mai doppiato in italiano) è quella di Elda Olivieri.

### Tomb Raider
Pubblicato nel 1996, Tomb Raider è il primo titolo della prima serie e dell'intero franchise che da esso ha preso il nome. Fu reso disponibile prima in esclusiva per Sega Saturn, e poco dopo per PlayStation e PC, e nel 2003 anche per Nokia N-Gage e Mac OS. Nel 2024, il titolo venne ripubblicato in versione rimasterizzata e migliorata nell'aspetto grafico e tecnico per le nuove generazioni di PlayStation, PC e altre piattaforme. Nel 1998 ne venne pubblicata un'espansione, anche detta Gold, intitolata Unfinished Business, inclusa anche nella riedizione del 2024. Il titolo fu campione di vendite, con più di 7 milioni di copie vendute in poco tempo, e fu lodato dalla critica per l'innovatività in tutti i settori, dalla qualità grafica alla protagonista femminile, tanto che compare in numerose liste dei migliori videogiochi di tutti i tempi, quelli che esercitarono un impatto capace di influenzare l'intera industria videoludica. Fu infatti il primo videogioco a trasporre in tre dimensioni l'archetipo dell'avventura d'azione.
Nel gioco, Lara Croft, famosa archeologa-avventuriera inglese, viene contattata da Jacqueline Natla, ricca imprenditrice americana presidente dell'industria d'armi Natla Technologies, che la ingaggia per recuperare un misterioso artefatto chiamato Scion, originario dell'antichissima civiltà scomparsa di Atlantide. Lara accetta e si reca in Perù, ma una volta trovato il manufatto nella tomba di Qualopec, Lara viene attaccata da Larson Conway, mandato dalla stessa Natla per ucciderla. Lara scopre quindi che quello da lei recuperato è solo uno dei tre pezzi dello Scion, e si mette alla ricerca degli altri due, in Grecia e in Egitto. Il manufatto ricomposto le viene sottratto dagli sgherri di Natla, che scopre non essere altri che una dei tre antichi sovrani di Atlantide, rinchiusa in ibernazione dagli altri due, Qualopec e Tihocan, a causa dei suoi folli progetti di distruzione e rigenerazione della specie umana, ma liberatasi in seguito agli esperimenti nucleari di Los Alamos nel 1945. Seguirà una caccia per fermare Natla all'interno di un'antica piramide atlantidea sepolta sotto un'isola nei pressi di Ascensione, nell'Oceano Atlantico meridionale, e poi una fuga rocambolesca per salvarsi dall'esplosione della stessa, alla quale Lara scamperà con pochi frammenti dello Scion. Unfinished Business narra di ulteriori esplorazioni di Lara nei dintorni della piramide atlantidea per annientare ogni traccia dei progetti di Natla, e di un successivo suo ritorno in Egitto per recuperare una preziosa statua della dea-gatto egiziana Bastet.

### Tomb Raider II
Tomb Raider II venne pubblicato nel 1997 per PlayStation, PC e Mac OS, e nel 2024 in versione rimasterizzata e migliorata nell'aspetto grafico e tecnico per le nuove generazioni di PlayStation, PC e altre piattaforme. Nel 1999 ne venne pubblicata un'espansione, anche detta Gold, intitolata Golden Mask, inclusa anche nella riedizione del 2024. La copertina della confezione del gioco nel 1997 riportava la dicitura starring Lara Croft, "con protagonista [nota] Lara Croft", a indicare che il personaggio era già largamente affermato dopo il primo titolo. Il titolo ampliò gli elementi fondamentali già presenti nel gioco dell'anno precedente, introducendo per la protagonista nuovi movimenti, nuove armi e la possibilità di controllare veicoli in alcuni livelli, specificamente motoscafo e motoslitta. Se la chiave del successo del titolo predecessore fu l'esplorazione di livelli dal design e dalle atmosfere impeccabili, per Tomb Raider II gli sviluppatori optarono per una formula di gioco più incentrata sul combattimento, ispirati dai videogiochi di genere sparatutto che stavano saturando il mercato videoludico dell'epoca. Tomb Raider II riuscì ad eguagliare, e persino superare, le vendite del suo predecessore ― 8 milioni furono le copie vendute globalmente in poco tempo ―, e fu anche il primo Tomb Raider ad essere doppiato in lingua italiana.
Il gioco si svolge in diverse ambientazioni: la trama principale in Cina, a Venezia, nel Mar Mediterraneo, e in Tibet, mentre l'espansione Golden Mask in Alaska e a Las Vegas. Dalla Grande Muraglia cinese, passando per canali veneziani, immersioni subacquee e monasteri tibetani, nella trama principale Lara Croft si trova sulle tracce di un mitico artefatto cinese, il Pugnale di Xian, appartenuto a un potente imperatore e che la leggenda narra sia in grado di donare l'immortalità a chi se lo conficcasse nel cuore. La ricerca del pugnale sarà contesa dalla Fiamma Nera, un'organizzazione mafiosa italiana che venera il pugnale, capeggiata dal boss veneto-siculo Marco Bartoli, intenzionato a sperimentare su di sé le mitiche proprietà del manufatto. Golden Mask porta invece Lara nelle Isole Aleutine in Alaska, alla ricerca della Maschera di Tornarsuk, un antico artefatto inuit; Lara dovrà vedersela con i mercenari dell'A.V.A.L.A.N.C.H.E., organizzazione anch'essa interessata a recuperare la maschera.

### Tomb Raider III: Adventures of Lara Croft
Tomb Raider III: Adventures of Lara Croft, o solo Tomb Raider III, venne pubblicato nel 1998 per PlayStation, PC e Mac OS, e nel 2024 in versione rimasterizzata e migliorata nell'aspetto grafico e tecnico per le nuove generazioni di PlayStation, PC e altre piattaforme. Nel 2000 ne venne pubblicata un'espansione, anche detta Gold, intitolata The Lost Artifact, inclusa anche nella riedizione del 2024. È il terzo titolo della prima serie del marchio Tomb Raider, e, come per i due che lo precedettero, anche la sua trama è conchiusa in sé stessa. Per la realizzazione del gioco fu utilizzata una versione potenziata dello stesso motore grafico con il quale erano costruiti i due titoli precedenti; oltre a nuovi effetti grafici, nuovi movimenti della protagonista, e nuove armi e veicoli (quadbike, seascooter, kayak, gommone, carrello da miniera), venne introdotta anche un'intelligenza artificiale dei nemici più complessa. Se il primo Tomb Raider fu prevalentemente basato sull'esplorazione, e il secondo sul combattimento, la formula di gioco di Tomb Raider III puntò su una vastità degli scenari quasi dispersiva e una notevole complessità degli enigmi.
Nel gioco, Lara Croft è ingaggiata da uno scienziato scozzese, il dottor Mark Willard, per recuperare dei misteriosi manufatti ricavati dalla roccia di un meteorite precipitato in Antartide in tempi remoti. Le prime popolazioni, di origine austronesiana, che scoprirono il luogo dell'impatto vi trovarono terre fertili e vi si stabilirono organizzandosi in una fiorente civiltà. Con la roccia del meteorite fabbricarono quattro manufatti che divennero oggetti di venerazione per via delle loro proprietà straordinarie. In seguito, eventi catastrofici, provocati dalle stesse proprietà dei manufatti e del meteorite, costrinsero quelle genti ad abbandonare l'Antartide e spostarsi nelle isole della Polinesia. I manufatti vennero poi riscoperti in Antartide da una spedizione dei marinai della nave Beagle di Charles Darwin, e mentre uno di essi finì a Londra, gli altri tre andarono dispersi nel mondo. L'archeologa inglese, dopo aver recuperato il primo manufatto in India, si metterà alla ricerca degli altri a Londra, in Nevada, e su di un'isola nell'Oceano Pacifico meridionale, per svelare infine il mistero delle proprietà dei manufatti tra le rovine della civiltà che li produsse, sotto i ghiacci dell'Antartide. In The Lost Artifact, che segue le vicende della trama principale, Lara viaggia invece in Scozia, per poi spostarsi a Dover sulla costa del Kent inglese, e in una cittadina sulla costa opposta in Francia, luoghi nei quali un quinto artefatto ricavato dal meteorite sta causando fenomeni fuori dall'ordinario.

### Tomb Raider: The Last Revelation
Tomb Raider: The Last Revelation, oppure Tomb Raider IV, venne pubblicato nel 1999, e distribuito per PlayStation, Sega Dreamcast, PC e Mac OS. Quarto titolo della prima serie, le vicende della sua trama fungeranno da base per i successivi due titoli, Chronicles e The Angel of Darkness. Un livello aggiuntivo, The Times Exclusive, fu pubblicato nel 2001 in esclusiva con il giornale britannico The Times. Il motore grafico di The Last Revelation, pur essendo lo stesso dei precedenti titoli, venne notevolmente migliorato, con l'aggiunta di nuovi movimenti per la protagonista, nuove armi e veicoli (fuoristrada, sidecar), un nuovo sistema di illuminazione dinamica, superfici riflettenti, oggetti interagibili tridimensionali negli ambienti di gioco, e un nuovo inventario di gioco per combinare gli oggetti raccolti e scegliere tra diversi tipi di munizioni per alcune armi; venne anche migliorato ulteriormente il sistema di intelligenza artificiale dei nemici e venne introdotto un mirino utilizzabile con alcune armi per sparare con precisione ai nemici o a certi oggetti. Pur essendo un gioco molto longevo, la squadra di sviluppo optò per scenari meno dispersivi rispetto a quelli del predecessore Tomb Raider III, con livelli incentrati sull'obiettivo e soluzioni agli enigmi trovabili in prossimità degli stessi, nonché per un buon equilibrio tra fasi di esplorazione e di combattimento.
La trama del gioco si divide in due parti, di lunghezza disomogenea. Una breve prima parte, ambientata nel suggestivo complesso di templi di Angkor Wat in Cambogia, ha la funzione di impratichire il giocatore e mostra la protagonista Lara Croft nel 1984, quando era ancora sedicenne, alla ricerca di un manufatto noto come Iride insieme al suo maestro, l'archeologo austriaco Werner Von Croy, che a causa di un incidente che Lara non riuscì a sventare rimarrà zoppo a una gamba. Una corposa seconda parte ha luogo alla fine del 1999; Lara Croft si trova in Egitto dove, ritrovando un antico manufatto, l'Amuleto di Horus, involontariamente libera nel mondo lo spirito del dio del caos, Seth, che il manufatto teneva confinato in una tomba. Lara si trova quindi impegnata in una corsa contro il tempo per fermare il diffondersi del potere dell'antico dio del caos, cosa possibile solo evocando il suo oppositore, il dio dell'ordine Horus, recuperando tutti i pezzi dell'Armatura di Horus. Nell'avventura, che ha luogo in varie ambientazioni ― la Valle dei Re, Karnak, Alessandria, Il Cairo e la Piana di Giza ― che corrispondono a varie fasi della storia egiziana, Lara sarà inseguita e ostacolata da niente altri che Werner, il quale, posseduto dal potere del dio Seth, cercherà di vendicarsi per l'incidente in Cambogia molti anni prima. Alla conclusione del gioco, nella fuga dal crollo della nuova prigione di Seth sotto la Piana di Giza, Lara incontrerà Werner, che inutilmente cercherà di aiutarla. Diffidando di lui, Lara ne rifiuterà l'aiuto e rimarrà intrappolata nel crollo. Nel livello aggiuntivo The Times Exclusive, che fu pubblicato con l'omonimo giornale britannico per celebrare il 75º anniversario della scoperta della tomba di Tutankhamon, un misterioso gruppo sta effettuando nuovi scavi presso la tomba del faraone; Peter Stothard, capo redattore del giornale, incarica Lara di esplorare la tomba e recuperare qualsiasi oggetto di valore ivi presente prima che lo faccia qualcun altro. La trama del livello aggiuntivo si colloca prima degli eventi principali di The Last Revelation.

### Tomb Raider: Chronicles
Tomb Raider: Chronicles, oppure Tomb Raider V, fu pubblicato nel 2000 per PlayStation, Sega Dreamcast, PC e macOS. Il motore grafico del quinto titolo della prima serie è lo stesso di The Last Revelation, cui fu apportata qualche miglioria: furono implementati nuovi movimenti per la protagonista, una breve sezione in scafandro rigido articolato a propulsione, e l'intelligenza artificiale dei nemici fu notevolmente migliorata, soprattutto per permettere le nuove meccaniche di genere stealth introdotte nel gioco; in Chronicles, i nemici possono infatti reagire ai rumori e proteggersi dietro a oggetti degli scenari. Nonostante fu valutato come complessivamente gradevole, il titolo venne criticato per una constatabile mancanza di originalità.
La cornice narrativa si colloca nel 2000 dopo gli eventi di The Last Revelation, ma le fasi di gioco vero e proprio sono quattro "cronache" di avventure passate di Lara Croft, ambientate rispettivamente a Roma nel 1989, in Russia nel 1995, in Irlanda nel 1982, e a New York nel 1999, in ognuna delle quali l'archeologa-avventuriera è alla ricerca di un artefatto diverso: la Pietra Filosofale a Roma, in un'avventura dalla formula prevalentemente esplorativa; la Lancia del Destino presso la base navale di Zapadnaya Litsa in Russia, in un'avventura che combina l'esplorazione con meccaniche dei generi sparatutto e stealth; un bestiario medievale sull'isola di Conussie in Irlanda, con una Lara quattordicenne in un'avventura dalle sfumature di genere survival horror e stealth; e l'Iride sottrattole da Von Croy (in Tomb Raider III del 1998, l'Iride era nella Wunderkammer del Maniero Croft) nel palazzo delle Von Croy Industries, compagnia di ricerca e produzione di tecnologie avanzate, a New York, in un'avventura dalla formula prevalentemente stealth ispirata a Matrix. Le quattro avventure sono narrate da alcuni amici di Lara ― il maggiordomo Winston, il prete di famiglia Bram Patrick Dunstan, e lo storico Charles Kane ― riunitisi al Maniero Croft dopo una cerimonia commemorativa in onore della donna, ormai senza più speranze di rivederla viva; Lara è infatti ancora dispersa sotto la Piana di Giza in Egitto, dove Werner Von Croy è alla sua ricerca. Alla fine del gioco, Werner riuscirà a ritrovare lo zaino dell'archeologa inglese, concludendo con l'affermazione "L'abbiamo trovata!".

### Tomb Raider: The Angel of Darkness
Tomb Raider: The Angel of Darkness, oppure Tomb Raider VI, fu pubblicato nel 2003 per PlayStation 2, PC e macOS. Sesto titolo della prima serie, è l'ultimo gioco di Tomb Raider sviluppato da Core Design, che con esso intendeva introdurre la serie nella nuova generazione di videogiochi per PlayStation 2. A tale scopo, il titolo fu costruito con un nuovo motore grafico scritto da zero, e furono inserite varie nuove meccaniche nella formula di gioco, tra cui un sistema di movimento stealth e uno di combattimento corpo a corpo che si accompagnano ai movimenti normali e alle armi da fuoco. Tuttavia, il gioco fu stroncato dalla critica, dai giocatori, e fu un insuccesso di vendite, perché alla pubblicazione ― e nonostante questa fosse stata rimandata per tre volte ― si rivelò un prodotto incompleto, constatabilmente mancante di parti e rifiniture, e afflitto da gravi difetti tecnici, tra cui un sistema di controllo della protagonista malimplementato e ingestibile, e un'intelligenza artificiale dei nemici malfunzionante. Ciò, causato da una malagestione dei processi di sviluppo da parte di Core Design, e da disaccordi interni alla stessa relativi alla direzione artistica e narrativa da dare al gioco, comportò una grave caduta di immagine per la serie, che spinse Eidos Interactive a togliere a Core Design i diritti di sviluppo sulla stessa.
La sceneggiatura, scritta da Murti Schofield, e la colonna sonora, scritta da Peter Connelly ed eseguita dalla London Symphony Orchestra, furono tuttavia lodate dalla critica come punti di forza del titolo. Nel gioco, Lara Croft si trova accusata ingiustamente dell'omicidio del suo vecchio maestro Werner Von Croy, verificatosi proprio durante un incontro nell'appartamento di questi a Parigi, nel quale lui le chiese aiuto per recuperare due di cinque dipinti alchemici del XV secolo chiamati Obscura per un misterioso cliente di nome Pieter Van Eckhardt, e Lara gli rinfacciò di averla abbandonata nel crollo in Egitto (finale di The Last Revelation). Ricercata dalla polizia parigina, in quanto unica sospettata per l'omicidio, di cui lei non ricorda nulla, le sue ricerche la porteranno a confrontarsi con una confraternita segreta con sede a Praga, che intende usare le parti di un manufatto chiamato Sanglifo nascoste sotto i dipinti per riportare alla vita l'ultimo esemplare di un'antica specie di esseri frutto dell'incrocio tra angeli e uomini, i Nefilim, di cui si narra nella Bibbia. In suo aiuto si affiancherà Kurtis, discendente di un'antica stirpe che da generazioni lotta contro la confraternita. Per il mercato italiano di The Angel of Darkness, venne commissionato ai Litfiba un singolo promozionale per il gioco, Larasong.

## Seconda serie (retcon): trilogiaLAU

Lara Croft, in un'ambientazione tratta da Tomb Raider: Anniversary, secondo episodio della seconda serie, la trilogia retcon sviluppata da Crystal Dynamics per Eidos Interactive.

La seconda serie del marchio Tomb Raider fu sviluppata da Crystal Dynamics e pubblicata da Eidos Interactive tra il 2006 e il 2008. Si tratta di una trilogia che segna un punto di rottura rispetto alla serie precedente, dando luogo a una retroactive continuity (retcon, altrimenti detta soft reboot, "riavvio leggero"), ossia una narrazione alternativa rispetto a quella dei titoli della prima serie, nello specifico reimmaginando la trama del primo Tomb Raider e inserendolo come secondo episodio della nuova trilogia, funzionale alla trama complessiva di questa. Le vicende sviluppantisi nei tre episodi sono intrecciate con la riscritta biografia di Lara Croft (nata nel 1974), che approfondisce specialmente il rapporto di lei con i genitori e la loro morte. È detta trilogia LAU, dalle iniziali dei sottotitoli dei tre capitoli di cui si compone. Anche nei doppiaggi delle localizzazioni italiane della trilogia LAU, Elda Olivieri è la voce di Lara Croft.

### Tomb Raider: Legend
Tomb Raider: Legend fu pubblicato nei primi mesi del 2006 per PlayStation 2, PlayStation Portable, PC, Xbox e Xbox 360 e nell'autunno dello stesso anno, anche per Gamecube, Nintendo DS, Game Boy Advance e Telefono cellulare Java. A partire da questo titolo il marchio Tomb Raider venne sviluppato da una nuova casa, la californiana Crystal Dynamics, che ereditò il progetto Next Generation ideato negli anni precedenti dalla Core Design, ma preferì scartarlo e ricominciare da zero, con un progetto proprio nel quale fu coinvolto anche Toby Gard, ideatore dei primissimi Tomb Raider e ideatore della stessa Lara Croft. Legend fu così il primo episodio di una trilogia retcon composta anche dai successivi Anniversary e Underworld.
La storia narra per la prima volta le origini di Lara Croft. In questo gioco la protagonista sarà impegnata nel cercare i vari pezzi della spada Excalibur, la quale è parte di un antico congegno (che negli episodi successivi si scoprirà parte di complessi lasciati dalla mitica civiltà di Atlantide) che quando Lara era bambina provocò la scomparsa di sua madre Amelia DeMornay dopo un incidente aereo in Nepal (di tale incidente, ma non della vicenda della madre, già narravano i manuali di gioco della serie precedente, ma non fu mai menzionato nei giochi veri e propri). A complicare la vicenda saranno Amanda, vecchia amica di Lara data per morta anni prima, e altri nemici pronti a privare Lara dei pezzi dell'artefatto. Nel livello finale, al giocatore viene rivelato dal marchio su alcune casse chi sia il reale mandante di costoro: Jacqueline Natla.

### Tomb Raider: Anniversary
Tomb Raider: Anniversary fu pubblicato a metà/seconda metà del 2007. Si tratta di un remake liberamente ispirato del primo titolo della prima serie di Core Design, la cui trama è parzialmente modificata per adattarla come secondo episodio, prequel, della trilogia iniziata con Tomb Raider: Legend.
La storia vede Lara alla ricerca di un antico artefatto, lo Scion di Atlantide, su incarico di una potente donna d'affari, Jacqueline Natla. L'archeologa attraversa le Ande peruviane, per passare poi per la Grecia e l'Egitto, e raggiungere infine un'isola nel pacifico, sede di resti di antiche strutture atlantidee dove il mistero dello Scion sarà rivelato.

### Tomb Raider: Underworld
Tomb Raider: Underworld, pubblicato alla fine del 2008, è il terzo episodio della trilogia composta anche dai precedenti Legend e Anniversary. La trama comincia nel punto in cui terminavano le vicende narrate in Legend, essendone il sequel effettivo. In un secondo momento, sono stati pubblicati i livelli aggiuntivi Sotto le ceneri e L'ombra di Lara.
Obiettivo dell'archeologa inglese sarà quello di recuperare il Martello di Thor, dio nordico del fulmine e del tuono, in una serie di complessi di origine atlantidea nascosti sotto a rovine di civiltà più recenti. Il Martello di Thor è infatti l'unico manufatto in grado di uccidere Jacqueline Natla, i cui loschi piani erano stati rivelati nei due episodi precedenti e la quale si scoprirà in questo episodio ingaggiò in passato anche Richard Croft, padre di Lara, sfruttandone il desiderio di ritrovare la moglie e provocandone così la morte. Natla sarà assistita da Amanda, già apparsa come avversaria in Legend.

## Terza serie (reboot): trilogiaSurvivor
La terza serie del marchio Tomb Raider fu sviluppata da Crystal Dynamics in collaborazione con Eidos Montréal, e pubblicata da Square Enix tra il 2013 e il 2018. Si tratta di una trilogia di reboot completo, ossia del tutto scollegata dalle trame delle serie precedenti, che reinventa in maniera radicale lo stesso personaggio di Lara Croft e la sua biografia. La trilogia è nota come Survivor, e la nuova Lara Croft che ne è protagonista, ideata da Rhianna Pratchett, è nel complesso molto diversa — nell'età (nata nel 1992), nella fisicità, e nel carattere — rispetto a quella delle serie precedenti, e sono completamente assenti le armi che erano caratteristica tipica del personaggio, ossia le doppie pistole. La trilogia Survivor è inoltre ancora una volta caratterizzata da un espediente narrativo già usato nella trilogia LAU, ossia un intreccio delle vicende principali con il passato di Lara e il suo rapporto con i genitori e la loro morte, in questa trilogia dovuta a cause diverse che nella trilogia precedente.

### Tomb Raider
Il primo videogioco della terza serie, la serie reboot detta Survivor, intitolato semplicemente Tomb Raider, fu pubblicato nei primi mesi del 2013 per le console PlayStation 3, Xbox 360, nonché per PC. Nel 2014 ne fu pubblicata una versione per le console PlayStation 4 e Xbox One, contenente tutti i contenuti aggiuntivi pubblicati sin dalla prima pubblicazione. La trama vede Lara Croft, ventunenne e appena laureata, decidere di imbarcarsi sulla nave Endurance, capitanata dal cacciatore di tesori freelance Conrad Roth, per portare a termine una scoperta archeologica che potrebbe rivelarsi sensazionale. Sulle tracce del mitico regno perduto di Yamatai, la nave e il suo equipaggio vengono colti nottetempo da una terribile tempesta. La Endurance si spezza letteralmente in due e Lara finisce in preda alle onde che la porteranno su un'inospitale e sconosciuta isola all'interno del Triangolo del Drago, dove la giovane e inesperta ragazza sarà messa di fronte a prove che ne forgeranno il carattere.

### Rise of the Tomb Raider
Il secondo episodio della trilogia Survivor, Rise of the Tomb Raider, venne pubblicato alla fine del 2015, dapprima in esclusiva temporanea per Xbox 360 e Xbox One, e successivamente anche per PC e PlayStation 4.

### Shadow of the Tomb Raider
Shadow of the Tomb Raider, terzo episodio della trilogia Survivor, venne pubblicato alla fine del 2018 per PlayStation 4, Xbox One e PC. La giovane Lara Croft dà la caccia alle cellule dell'organizzazione Trinità, svelatasi nel capitolo precedente, che è sulle tracce di un manufatto che permette di ricreare l'universo a piacimento.

## Cronologie delle vicende e luoghi visitati nelle serie diTomb Raider
Esalogia classica (TR1-6) di Core Design/Eidos Interactive
- 1968: Nascita di Lara Croft
- 1982: Avventura sull'Isola Nera[65]
—Terza cronaca in Tomb Raider V
- 1984: Spedizione in Cambogia[66]
—Parte introduttiva in Tomb Raider IV
- 1989: Incidente aereo in Nepal
—Mai narrato nei giochi, ma riportato nei manuali
- 1989: Ritrovamento della Pietra Filosofale[65]
—Prima cronaca in Tomb Raider V
- 1995: Ritrovamento della Lancia del Destino[65]
—Seconda cronaca in Tomb Raider V
- 1996: Tomb Raider + Unfinished Business
- 1997: Tomb Raider II + Golden Mask
- 1998: Tomb Raider III + The Lost Artifact
- 1999: Incursione alle Von Croy Industries[65]
—Quarta cronaca in Tomb Raider V
- 1999: Tomb Raider IV + The Times Exclusive
- 2000: Commemorazione di Lara Croft e suo recupero in Egitto
—Cornice narrativa e finale di Tomb Raider V
- 2003: Tomb Raider VI

Trilogia LAU e spin-off Lara Croft di Crystal Dynamics/Eidos Interactive
- 1974: Nascita di Lara Croft
- 1983: Incidente aereo in Nepal con sparizione di Amelia Croft
—Flashback in Tomb Raider: Legend
- 1992: Spedizione in Perù, a Paraìso
—Flashback in Tomb Raider: Legend
- 1996: Tomb Raider: Anniversary
- 2006: Tomb Raider: Legend
- 2008: Tomb Raider: Underworld
- 2010: Lara Croft and the Guardian of Light
- 2014: Lara Croft and the Temple of Osiris

Trilogia Survivor di Crystal Dynamics/Square Enix
- 1992: Nascita di Lara Croft
- 2013: Tomb Raider
- 2015: Rise of the Tomb Raider
- 2018: Shadow of the Tomb Raider

Cartina indicante i luoghi visitati da Lara Croft nelle serie di Tomb Raider:
| Videogiochi: Tomb Raider (1996) + Anniversary Tomb Raider II Tomb Raider III Tomb Raider IV Tomb Raider V Tomb Raider VI Tomb Raider: Legend Tomb Raider: Underworld Tomb Raider (2013) Rise of the Tomb Raider Shadow of the Tomb Raider Vilcabamba Grecia Egitto Atlantide M.A. Venezia Grande Muraglia Tibet Inghilterra Alaska Las Vegas Antartide Sud Pacifico India Nevada Scozia Angkor Wat Roma New York Irlanda Zapadnaya Litsa Praga Francia Tiwanaku Paraíso Giappone Ghana Nepal Kazakistan M.M. Thailandia Messico Jan Mayen M.d.A. Oceano Artico Yamatai Siria Siberia Perù |

## Colonne sonore delle serie diTomb Raider
| Videogioco                                      | Stile d'ispirazione principale                  | Compositore                                     | Collaboratori                                                                     | Durata del tema principale                      | Durata totale                                   |
| Serie classica di Core Design/Eidos Interactive | Serie classica di Core Design/Eidos Interactive | Serie classica di Core Design/Eidos Interactive | Serie classica di Core Design/Eidos Interactive                                   | Serie classica di Core Design/Eidos Interactive | Serie classica di Core Design/Eidos Interactive |
| ----------------------------------------------- | ----------------------------------------------- | ----------------------------------------------- | --------------------------------------------------------------------------------- | ----------------------------------------------- | ----------------------------------------------- |
| Tomb Raider 1996                                | classico, misterioso                            | Nathan McCree                                   | Martin Iveson                                                                     | 3:15                                            | ~17 minuti                                      |
| Tomb Raider II 1997                             | classico, fantastico                            | Nathan McCree                                   | —                                                                                 | 2:46                                            | ~19 minuti                                      |
| Tomb Raider III 1998                            | classico, avventuroso                           | Nathan McCree                                   | Martin Iveson, Peter Connelly, Matthew Kemp                                       | 2:18                                            | ~35 minuti                                      |
| Tomb Raider: The Last Revelation 1999           | egiziano, mitico                                | Peter Connelly                                  | —                                                                                 | 2:17                                            | ~18 minuti                                      |
| Tomb Raider: Chronicles 2000                    | militaresco, inquietante                        | Peter Connelly                                  | —                                                                                 | 0:33                                            | ~16 minuti                                      |
| Tomb Raider: The Angel of Darkness 2003         | suspense, minaccioso                            | Peter Connelly                                  | Martin Iveson, Peter Wraight (orchestratore), David Snell (direttore d'orchestra) | 3:08                                            | ~51 minuti                                      |
| Serie LAU di Crystal Dynamics/Eidos Interactive |                                                 |                                                 |                                                                                   |                                                 |                                                 |
| Tomb Raider: Legend 2006                        | world, moderno                                  | Troels B. Folmann                               | —                                                                                 | 2:20                                            | ~180 minuti (segmenti ripetuti in loop)         |
| Tomb Raider: Anniversary 2007                   | ambient, misterioso                             | Troels B. Folmann                               | —                                                                                 | 3:37                                            | ~56 minuti                                      |
| Tomb Raider: Underworld 2008                    | ambient, drammatico                             | Colin O'Malley                                  | Troels B. Folmann (supervisore)                                                   | 3:33                                            | ~110 minuti                                     |
| Serie Survivor di Crystal Dynamics/Square Enix  |                                                 |                                                 |                                                                                   |                                                 |                                                 |
| Tomb Raider 2013                                | industrial, angosciante                         | Jason Graves                                    | Aleksandar Dimitrijevic                                                           | 2:20                                            | 75 minuti                                       |
| Rise of the Tomb Raider 2015                    | ambient, avventuroso                            | Bobby Tahouri                                   | Karen O                                                                           | 1:06                                            | 64 minuti                                       |
| Shadow of the Tomb Raider 2018                  | world, avventuroso                              | Brian D'Oliveira                                | Martin Stig Andersen                                                              | 3:41                                            | 61 minuti                                       |

## Vendite delle serie diTomb Raider
Al dicembre 2022, le serie di Tomb Raider avevano venduto complessivamente 95 milioni di copie, di cui 55 milioni la serie classica di Core Design/Eidos Interactive e la serie LAU di Crystal Dynamics/Eidos Interactive contate insieme, e 40 milioni la serie Survivor di Crystal Dynamics/Square Enix.
| Videogioco                                                      | Copie vendute per singolo titolo                                | Copie vendute per serie                                         |
| Serie classica di Core Design/Eidos Interactive Vendite al 2009 | Serie classica di Core Design/Eidos Interactive Vendite al 2009 | Serie classica di Core Design/Eidos Interactive Vendite al 2009 |
| --------------------------------------------------------------- | --------------------------------------------------------------- | --------------------------------------------------------------- |
| Tomb Raider 1996                                                | ~8 milioni                                                      | ~32 milioni                                                     |
| Tomb Raider II 1997                                             | ~8 milioni                                                      | ~32 milioni                                                     |
| Tomb Raider III 1998                                            | ~6 milioni                                                      | ~32 milioni                                                     |
| Tomb Raider: The Last Revelation 1999                           | ~5 milioni                                                      | ~32 milioni                                                     |
| Tomb Raider: Chronicles 2000                                    | ~2 milioni                                                      | ~32 milioni                                                     |
| Tomb Raider: The Angel of Darkness 2003                         | ~3 milioni                                                      | ~32 milioni                                                     |
| Serie LAU di Crystal Dynamics/Eidos Interactive Vendite al 2009 |                                                                 |                                                                 |
| Tomb Raider: Legend 2006                                        | ~3 milioni                                                      | ~8 milioni                                                      |
| Tomb Raider: Anniversary 2007                                   | ~2 milioni                                                      | ~8 milioni                                                      |
| Tomb Raider: Underworld 2008                                    | ~3 milioni                                                      | ~8 milioni                                                      |
| Serie Survivor di Crystal Dynamics/Square Enix Vendite al 2020  |                                                                 |                                                                 |
| Tomb Raider 2013                                                | ~13 milioni                                                     | ~32 milioni                                                     |
| Rise of the Tomb Raider 2015                                    | ~11 milioni                                                     | ~32 milioni                                                     |
| Shadow of the Tomb Raider 2018                                  | ~8 milioni                                                      | ~32 milioni                                                     |

## Spin-off
Serie Lara Croft
- Lara Croft and the Guardian of Light (2010)
- Lara Croft and the Temple of Osiris (2014)

Giochi per Game Boy Color
- Tomb Raider: The Nightmare Stone (2000)
- Tomb Raider: Curse of the Sword (2001)

Giochi per Game Boy Advance
- Tomb Raider: The Prophecy (2002)

Giochi per N-Gage
- Tomb Raider: Starring Lara Croft (2002) ― riedizione di Tomb Raider (1996)
- Tomb Raider: Underworld (2009)

Giochi per telefoni cellulari
- Tomb Raider: The Osiris Codex (2003)
- Tomb Raider: Quest for Cinnabar (2004)
- Tomb Raider: Elixir of Life (2004)
- Tomb Raider: Puzzle Paradox (2006)
- Lara Croft's Poker Party (2006)
- Lara Croft: Relic Run (2015)
- Lara Croft GO (2015)
- Tomb Raider Reloaded (2023)

Altri
- Tomb Raider: The Action Adventure (2006) ― DVD-game basato su Tomb Raider: The Angel of Darkness, ma opportunamente semplificato per poter manovrare Lara e le sue azioni con il telecomando;
- Tomb Raider: Apocalypse (2002-2004) ― platform 2D organizzato in diversi livelli, ideato dalla Sky Active (la versione interattiva dei canali Sky) per poter giocare via TV su Sky Gamestar (in Gran Bretagna e Irlanda); gli episodi sono: The Eye of Osiris (dicembre 2002); The Shadow of Falls (giugno 2003); The Last Midnight (dicembre 2003); The Temple of Anubis (giugno 2004).

## Altri media

### Cinema
Film ispirati alla serie classica di Core Design, con Angelina Jolie interprete di Lara Croft:
- Lara Croft: Tomb Raider, regia di Simon West (2001);
- Lara Croft: Tomb Raider - La culla della vita (Lara Croft: Tomb Raider – The Cradle of Life), regia di Jan de Bont (2003).

Film ispirato alla serie Survivor di Crystal Dynamics, con Alicia Vikander interprete di Lara Croft:
- Tomb Raider, regia di Roar Uthaug (2018).

### Serie animate
- Revisioned: Tomb Raider ― serie animata da dieci episodi del 2007 prodotta e trasmessa da GameTap, con Minnie Driver a prestare la voce a Lara Croft nella versione originale in inglese;
- Tomb Raider - La leggenda di Lara Croft (Tomb Raider: The Legend of Lara Croft) ― serie animata debuttante all'ottobre del 2024 prodotta da Legendary Television in esclusiva per Netflix, con Hayley Atwell a prestare la voce alla protagonista nella versione originale in inglese; è ispirata alla serie Survivor di Crystal Dynamics e sul suo adattamento cinematografico del 2018, e prosegue direttamente dopo gli eventi del videogioco Shadow of the Tomb Raider.[73]

### Libri

Copertina del fumetto crossover Tomb Raider/Witchblade.

- The Amulet of Power di Mike Resnick, seguito da The Lost Cult di E. E. Knight, e il più violento The Man of Bronze di James Alan Gardner narrato in prima persona da Lara Croft ― serie di storie originali ispirate ai videogiochi delle serie classica e LAU pubblicate tra il 2004 e il 2005 da Ballantine Books con Eidos Interactive;
- Tomb Raider e i diecimila immortali (2017) ― scritto da Dan Abnett e Nick Vincent, narra di ciò che accade nella serie Survivor tra Tomb Raider e Rise of the Tomb Raider;
- Lara Croft e la lama di Gwynnever (2018) ― scritto sempre da Dan Abnett e Nick Vincent;
- Tomb Raider: The Angel of Darkness (2012) e Tomb Raider: Path of the Black Alchemist (2023) ― scritti da J. R. Milward, seguono la sceneggiatura di Tomb Raider: The Angel of Darkness del 2003 scritta da Murti Schofield.

### Fumetti
Tomb Raider ha avuto un adattamento a fumetti grazie alla Top Cow Productions, che dal 1999 al 2005 pubblicò alcuni albi con Lara Croft protagonista, talvolta affiancata dall'archeologo-avventuriero Chase Carver o da Sara Pezzini, quest'ultima protagonista di Witchblade. Il primo sceneggiatore dei fumetti fu Dan Jurgens, che poté sviluppare la personalità di Lara Croft, all'epoca ancora poco definita nei videogiochi, ma sottoponendo ogni pagina ad Eidos Interactive per l'approvazione. L'albo numero 1 fu il fumetto americano più venduto del 1999. L'edizione in italiano è della Panini Comics. Altri fumetti di Tomb Raider furono pubblicati dalla Dark Horse Comics a partire dal 2014.

## Modelle testimonial

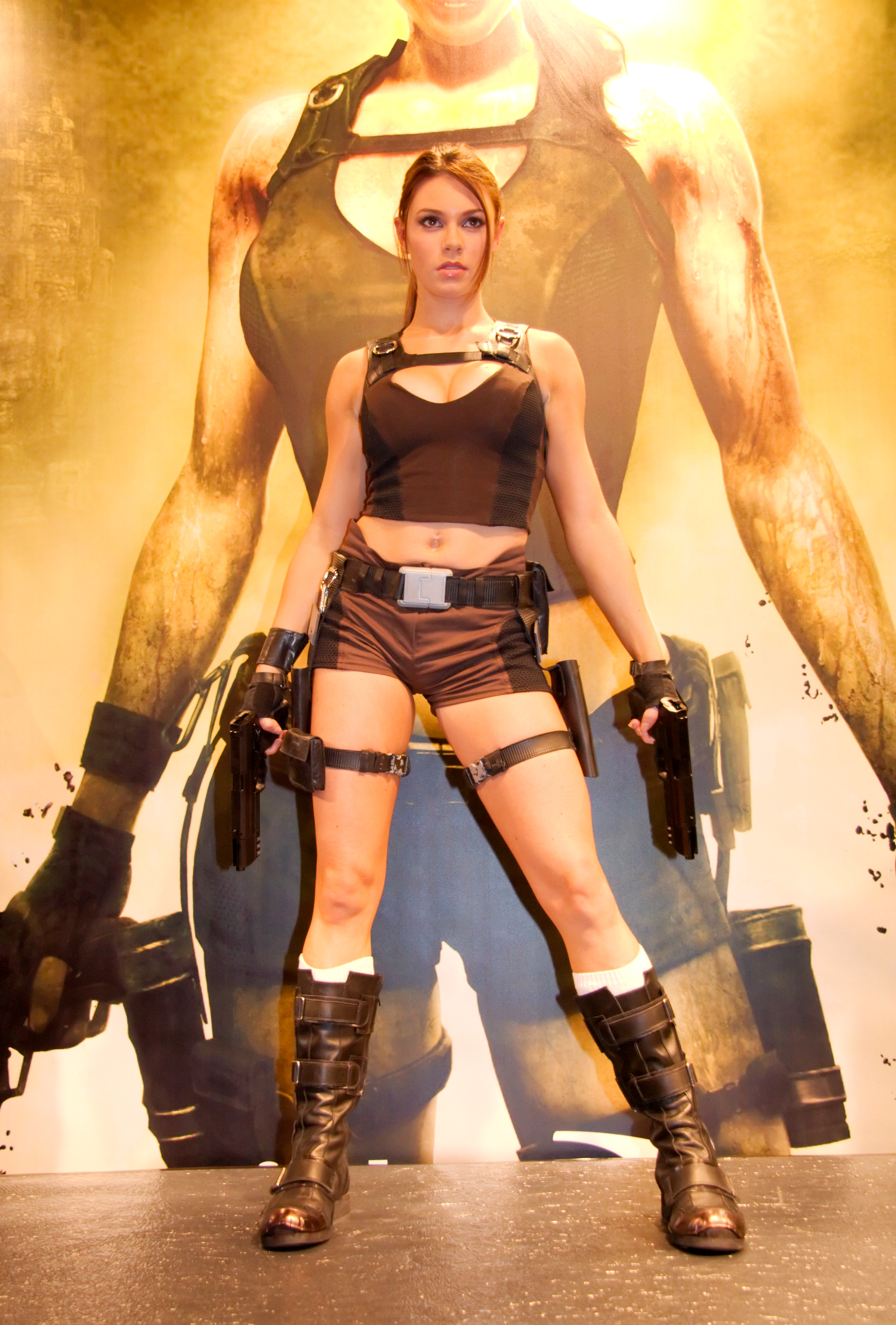
La modella Alison Carroll, una delle varie testimonial impersonanti Lara Croft.

Varie modelle si sono susseguite come impersonatrici di Lara Croft per le campagne di pubblicizzazione dei videogiochi:
Serie classica di Core Design/Eidos Interactive
- Nathalie Cook (1976; Berkshire, Inghilterra) ― per Tomb Raider (1996)
- Rhona Mitra (1976; Londra, Inghilterra) ― per Tomb Raider II (1997)
- Nell McAndrew (1973; Leeds, Inghilterra) ― per Tomb Raider III (1998)
- Lara Weller (1975; Rotterdam, Paesi Bassi) ― per Tomb Raider: The Last Revelation (1999)
- Lucy Clarkson (1982; Rotherham, Inghilterra) ― per Tomb Raider: Chronicles (2000)
- Jill De Jong (1982; Hoogeveen, Paesi Bassi) ― per Tomb Raider: The Angel of Darkness (2003)

Serie LAU di Crystal Dynamics/Eidos Interactive
- Karima Adebibe (1985; Londra, Inghilterra) ― per Tomb Raider: Legend (2006) e Tomb Raider: Anniversary (2007)
- Alison Carroll (1985; Londra, Inghilterra) ― per Tomb Raider: Underworld (2008)

Serie Survivor di Crystal Dynamics/Square Enix
- Camilla Luddington (1983; Ascot, Inghilterra) ― modella e doppiatrice di Lara Croft in lingua inglese per tutti i tre giochi Survivor (2013-2018)